# Senat von Hawaii

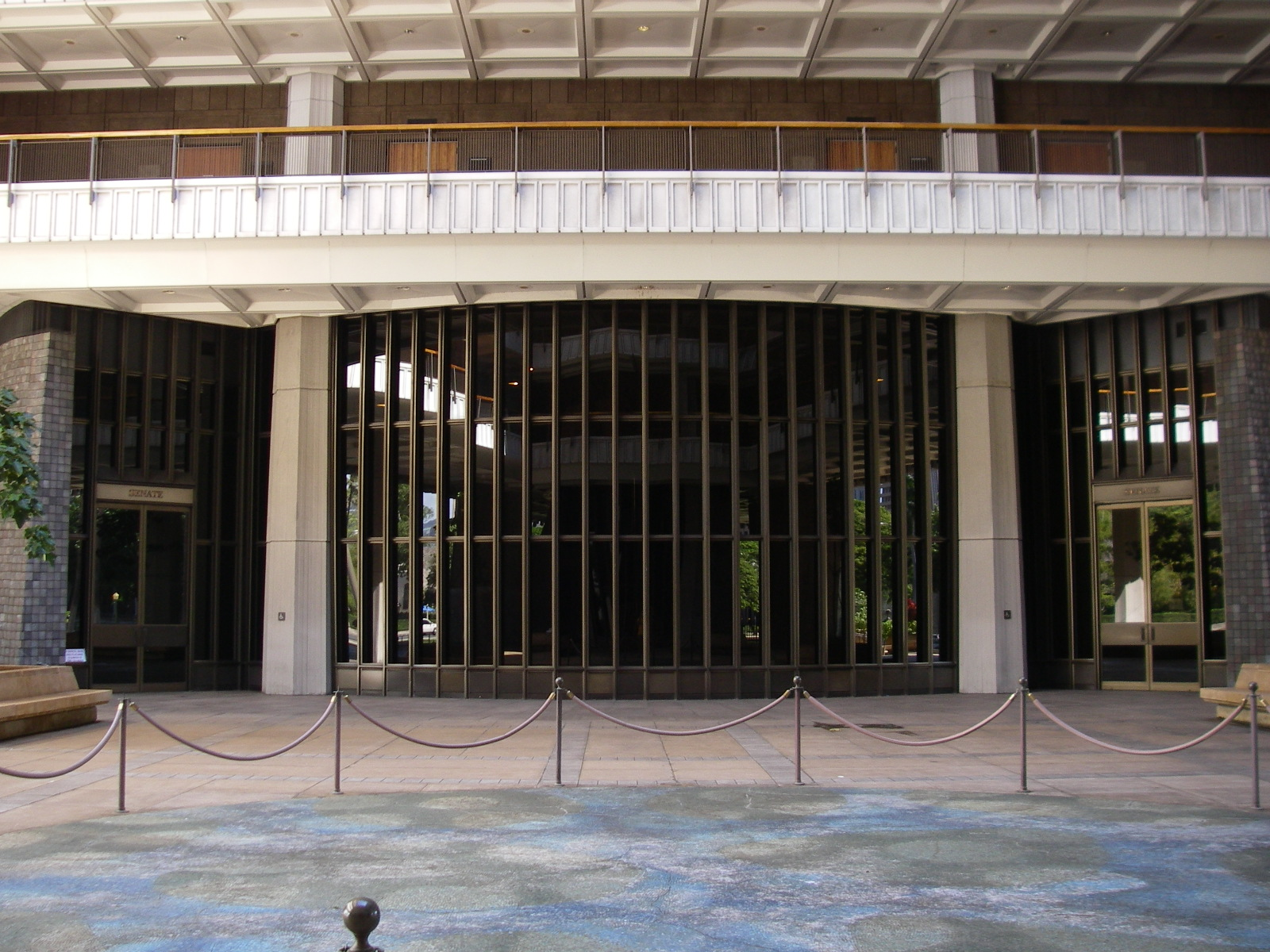
Eingang zum Sitzungssaal des Senats

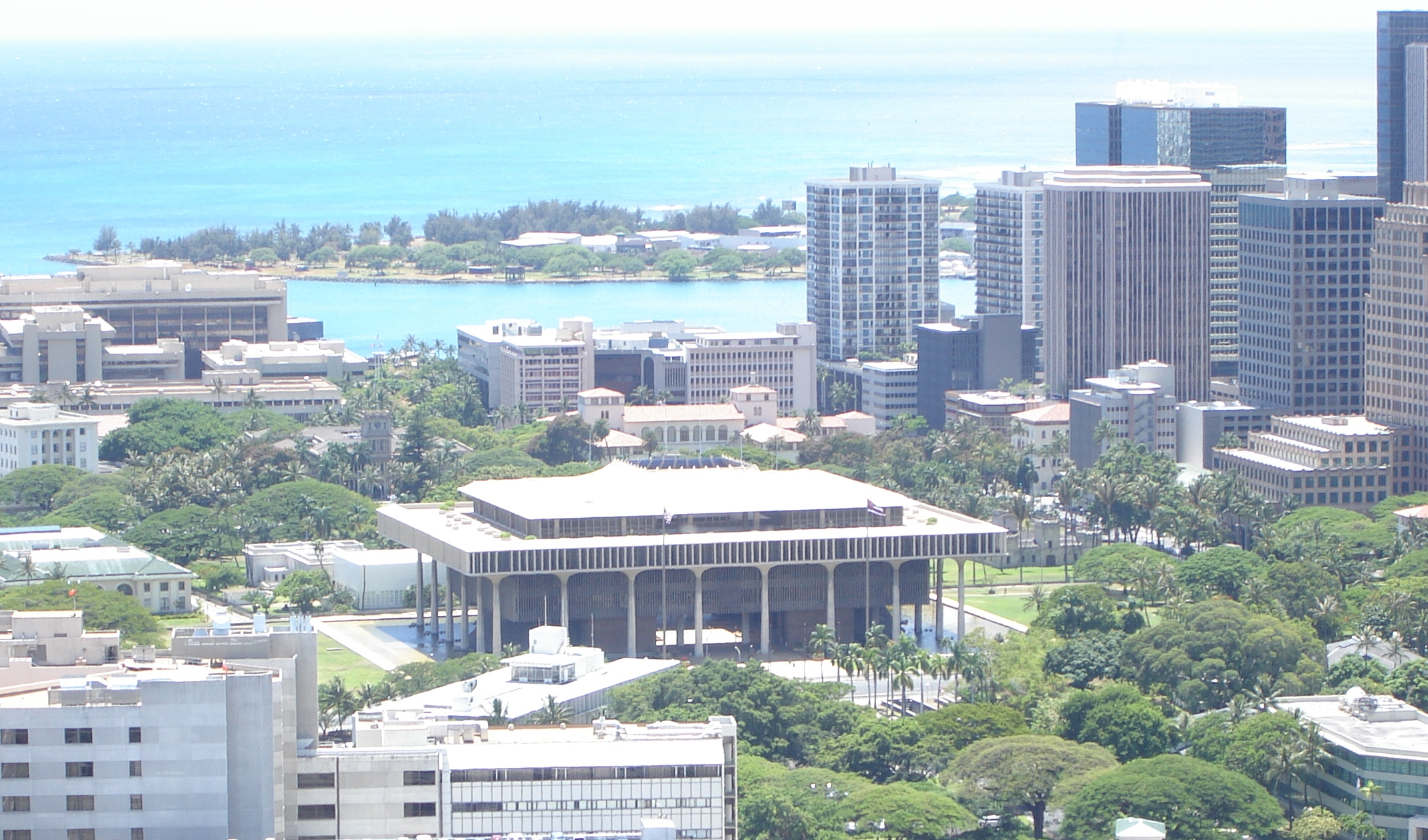
Hawaii State Capitol

Der Senat von Hawaii (Hawaii State Senate) ist das Oberhaus der Hawaii State Legislature, der Legislative (State Legislature) des US-Bundesstaates Hawaii.
Die Parlamentskammer setzt sich aus 25 Senatoren zusammen, die jeweils einen Wahldistrikt repräsentieren. Die Abgeordneten werden jeweils für vierjährige Amtszeiten gewählt; eine Beschränkung der Amtszeiten existiert nicht. Der Vorgänger der Kammer war zur Zeit des Königreichs Hawaiʻi das House of Nobles. Wie die meisten staatlichen Legislativen in den Vereinigten Staaten ist die Kammer auf Teilzeit ausgelegt, so dass die Senatoren oft einer aktiven Beschäftigung außerhalb der Regierungsarbeit nachgehen.
Der Sitzungssaal des Senats befindet sich gemeinsam mit dem Repräsentantenhaus im Hawaii State Capitol in der Hauptstadt Honolulu. Er findet sich dort seit dem 15. März 1969 ein. Vor dem Beschluss des Gouverneurs John Anthony Burns, ein neues Kapitolgebäude zu errichten, traf sich der Hawaii State Senat in dem ʻIolani-Palast.
In der 29. Legislaturperiode von 2016 bis 2018 bestand der Senat von Hawaii ausschließlich aus Vertretern der Demokraten, womit erstmals seit 1980 eine Partei alle Mitglieder der Kammer eines Staates stellte. Dies war davor zuletzt 1980 der Fall gewesen, als der Senat von Alabama und der Senat von Louisiana nur von Demokraten besetzt waren.

## Aufgaben des Senats
Wie in den Oberhäusern anderer Bundesstaaten und Territorien sowie im US-Senat fallen dem Senat von Hawaii im Vergleich zum Repräsentantenhaus spezielle Aufgaben zu, die über die Gesetzgebung hinausgehen. So obliegt es dem Senat, Nominierungen des Gouverneurs in dessen Kabinett, weitere Ämter der Exekutive sowie Kommissionen und Behörden zu bestätigen oder zurückzuweisen.

## Struktur der Kammer
Der Präsident des Senats ist nicht wie üblich der Vizegouverneur, sondern ein gewähltes Mitglied des Senats. Derzeitiger Senatspräsident ist die Demokrat Ron Kouchi, 8. Wahlbezirk.
Zum Mehrheitsführer (Majority leader) der Demokraten für die 32. Legislaturperiode wurde Dru Kanuha, 3. Wahlbezirk, gewählt, Minority leader der Republikaner ist Kurt Fevella aus dem 20. Wahlbezirk.

## Zusammensetzung der Kammer nach der Wahl im Jahr 2022
| Partei | Partei                 | Abgeordnete |
| ------ | ---------------------- | ----------- |
|        | Demokratische Partei   | 23          |
|        | Republikanische Partei | 2           |
| Summe  | Summe                  | 25          |